# Ties Mellema
Ties Mellema (1976) is een Nederlands saxofonist.

## Opleiding
Mellema studeerde na zijn opleiding op het Gymnasium Juvenaat aan het Conservatorium van Amsterdam bij Arno Bornkamp, waar hij de eerste- en tweede fase met onderscheiding afsloot. Hij studeerde verder aan de Koninklijke Hogeschool voor Muziek in Stockholm, Zweden bij Christer Johnsson, en nam met een gewonnen beurs les bij Jean-Marie Londeix in Bordeaux en de cellist Anner Bijlsma.

## Actitiviteiten
Mellema is actief als solist, als orkestmusicus (onder andere met het Koninklijk Concertgebouworkest) en speelt ook jazz, met bv. Hans Dulfer. Hij raakte ernstig geblesseerd aan een van zijn armen bij een ongeval, maar kan na een lang revalidatieproces weer spelen. 
Hij speelde tot 2017 in het Amstel Quartet, dat hij in 1996 medeoprichtte. Met dit saxofoonkwartet won hij vele prijzen, waaronder de Concert Artists Guild Management Award en de Audience Award van de Concert Artists Guild Competition in Carnegie Hall, de "Almere Kamermuziekprijs", de Yellowsprings Chamber Music Award en de Kersjes van de Groenekan Prijs. Het kwartet stichtte een eigen platenlabel Amstel Records. Dit label produceert cd’s van het Amstel Quartet, en ook van andere musici die bij hen passen. Ook bracht Mellema twee eigen cd’s uit op het label.
Mellema vormde lange tijd een duo met zijn goede vriend pianist Wijnand van Klaveren. Ze speelden onder andere een keer op het het jaarlijkse Prinsengrachtconcert. Toen Van Klaveren zich fulltime ging wijden aan het componeren, ging Mellema verder met de pianist Hans Eijsackers.
In het jaar 1992-1993 verbleef Mellema in de Verenigde Staten en was daar eerste solosaxofonist van het All State Wind Ensemble van North Carolina.

## Prijzen en onderscheidingen
Mellema was winnaar van het Concours pour les Jeunes Solistes des Régions de L'Europe in Saarburg, de eerste prijs tijdens het Nationale Concours van de Stichting Jong Muziektalent Nederland, de Vriendenkrans van het Concertgebouw en Concertgebouworkest (met de publieksprijs en een studiebeurs) en tot slot een studiebeurs van de Voorziening voor Jonge Excellerende Musici. Deze studiebeurs benutte hij om les te nemen bij de Jean-Marie Londeix in Bordeaux. In 2007 won Ties Mellema tijdens het Grachtenfestival de GrachtenfestivalPrijs.

## Straatfotografie
Behalve saxofonist is Mellema ook een enthousiast straatfotograaf. In 2012 hield hij zijn eerste solotentoonstelling in het Amsterdamse Lloyd Hotel.